# 대한민국의 천연기념물 (제301호 ~ 제400호)
다음은 대한민국 천연기념물의 일람이다. 취소선이 쳐져 있는 것은 천연기념물에서 해제된 것이다.
천연기념물은 동물·식물·지질·광물과 천연보호지역으로 구분된다. 천연기념물로 지정할 수 있는 자연물은 한국 특유의 이름있는 서식지 및 생장지·석회암지대·사구·동굴·건조지·습지·하천·온천·호수·도서, 학술적인 가치가 큰 나무, 원시림, 고산식물지대, 중요한 화석 표본 등이다. 천연보호지역은 보호해야 할 천연기념물이 풍부한 일정 규역을 설정한다. 전라남도 홍도, 강원도 설악산, 제주도 한라산, 그 밖에 대암산·대우산·향로봉 등이 천연보호구역이다
1933년 천연기념물 제도가 시행된 후 총 155가지가 지정되었고, 이를 1962년 재정비하는 과정에서 많은 수가 해제되었다. 2008년 천연기념물 명칭 기준이 바뀌어서 각 천연기념물의 공식 명칭이 크게 변했다.

## 지정 목록

### 제301호 ~ 제400호
| 번호    | 사진 | 명칭 | 소재지                                                          | 관리자 (단체)         | 지정일 | 참조 |
| 301호   |      | 청도 대전리 은행나무 (淸道 大田里 은행나무) (Ginkgo Tree of Daejeon-ri, Cheongdo) | 경북 청도군 이서면 대전리 638외 2필                             | 경상북도 청도군       | 1982년 11월 9일 지정                                                                                      |      |
| 302호   |      | 의령 세간리 은행나무 (宜寧 世干里 은행나무) (Ginkgo Tree of Segan-ri, Uiryeong) | 경남 의령군 유곡면 세간리 808외 3필                             | 경상남도 의령군       | 1982년 11월 9일 지정                                                                                      |      |
| 303호   |      | 화순 야사리 은행나무 (和順 野沙里 은행나무) (Ginkgo Tree of Yasa-ri, Hwasun) | 전남 화순군 이서면 야사리 182-1외 4필                           | 전라남도 화순군       | 1982년 11월 9일 지정                                                                                      |      |
| 304호   |      | 강화 볼음도 은행나무 (江華 乶音島 은행나무) (Ginkgo Tree of Boreumdo Island, Ganghwa) | 인천 강화군 서도면 볼음도리 산186외 1필                         | 인천광역시 강화군     | 1982년 11월 9일 지정                                                                                      |      |
| 305호   |      | 청원 공북리 음나무 (淸原 拱北里 음나무) (Carstor Aralia of Gongbuk-ri, Cheongwon) | 충북 청원군 오송읍 공북리 318-2                                 | 충청북도 청원군       | 1982년 11월 9일 지정                                                                                      |      |
| 306호   |      | 무주 설천면의 음나무 | 전북 무주군 설천면 심곡리 284                                   | 무주군                | 1982년 11월 9일 지정, 2000년 2월 3일 해제, 하천류로·지하수·토성 등의 입지조건과 생육환경 악화로 자연 고사 |      |
| 307호   |      | 김해 천곡리 이팝나무 (金海 泉谷里 이팝나무) (Retusa Fringe Tree of Cheongok-ri, Gimhae) | 경남 김해시 주촌면 천곡리 885외 4필                             | 경상남도 김해시       | 1982년 11월 9일 지정                                                                                      |      |
| 308호   |      | 고성 하이면의 팽나무 | 경남 고성군 하이면 덕호리 1101-3                                |                       | 1982년 11월 9일 지정, 1983년 8월 19일 해제, 보존가치 상실                                                 |      |
| 309호   |      | 부산 구포동 당숲 (釜山 龜浦洞 당숲) (Village Guardian Tree of Gupo-dong, Busan) | 부산 북구 구포동 1206-31                                        | 부산광역시 북구       | 1982년 11월 9일 지정                                                                                      |      |
| 310호   |      | 무안 현경면 팽나무 | 전남 무안군 현경면 가입리 214-1                                 | 무안군                | 1982년 11월 9일 지정, 2001년 9월 10일 해제, 보존가치 상실                                                 |      |
| 311호   |      | 부산 좌수영성지 푸조나무 (釜山 左水營聖地 푸조나무) (Muku Tree at Jwasuyeong Fortress Site, Busan) | 부산 수영구 수영동 271외 4필                                    | 부산광역시 수영구     | 1982년 11월 9일 지정                                                                                      |      |
| 312호   |      | 울진 화성리 향나무 (蔚珍 花城里 향나무) (Chinese Juniper of Hwaseong-ri, Uljin) | 경북 울진군 죽변면 산190외 1필                                  | 경상북도 울진군       | 1982년 11월 9일 지정                                                                                      |      |
| 313호   |      | 청송 장전리 향나무 (靑松 長田里 향나무) (Chinese Juniper of Jangjeon-ri, Cheongsong) | 경상북도 청송군 안덕면 장전리 산18외 1필                        | 경상북도 청송군       | 1982년 11월 9일 지정                                                                                      |      |
| 314호   |      | 안동 주하리 뚝향나무 (安東 周下里 뚝향나무) (Chinese Juniper Tree of Juha-ri, Andong) | 경상북도 안동시 와룡면 주하리 634외 1필                         | 경상북도 안동시       | 1982년 11월 9일 지정                                                                                      |      |
| 315호   |      | 인천 신현동 회화나무 (仁川 新峴洞 회화나무) (Pagoda Tree of Sinhyeon-dong, Incheon) | 인천광역시 서구 신현동 131-7외 6필                              | 인천광역시 서구       | 1982년 11월 9일 지정                                                                                      |      |
| 316호   |      | 부산 괴정동 회화나무 | 부산광역시 사하구 괴정동 1244-1                                 |                       | 1982년 11월 9일 지정, 1993년 4월 16일 해제, 보존가치 상실                                                 |      |
| 317호   |      | 당진 삼월리 회화나무 (唐津 三月里 회화나무) (Pagoda Tree of Samwol-ri, Dangjin) | 충청남도 당진시 송산면 뒷말길 38(도문리)                        | 충청남도 당진시       | 1982년 11월 9일 지정                                                                                      |      |
| 318호   |      | 월성 육통리 회화나무 (月城 六通里 회화나무) (Pagoda Tree of Yuktong-ri, Wolseong) | 경상북도 경주시 안강읍 육통리 1428외 3필                        | 경상북도 경주시       | 1982년 11월 9일 지정                                                                                      |      |
| 319호   |      | 함안 영동리 회화나무 (咸安 榮東里 회화나무) (Pagoda Tree of Yeongdong-ri, Haman) | 경상남도 함안군 칠북면 영동리 749-1외 4필                       | 경상남도 함안군       | 1982년 11월 9일 지정                                                                                      |      |
| 320호   |      | 부여 주암리 은행나무 (扶餘 珠岩里 은행나무) (Ginkgo Tree of Juam-ri, Buyeo) | 충청남도 부여군 내산면 주암리 148-1외 4필                       | 충청남도 부여군       | 1982년 11월 9일 지정                                                                                      |      |
| 321호   |      | 연기 봉산동 향나무 (燕岐 鳳山洞 향나무) (Chinese Juniper of Bongsan-dong, Yeongi) | 세종특별자치시 조치원읍 봉산동 128외 1필                        | 세종특별자치시        | 1982년 11월 9일 지정                                                                                      |      |
| 322호   |      | 무주 일원 반딧불이와 그 먹이 서식지 (茂朱 一圓 반딧불이와 그 먹이 棲息地) (Habitat of Fireflies and Their Prey, Muju) | 전라북도 무주군 설천면 삼공리 31                                | 전라북도 무주군       | 1982년 11월 20일 지정                                                                                     |      |
| 323호   |      | 매류(참매,붉은배새매,새매,개구리매,황조롱이매) (Hawks, Harriers, and Falcons (Northern Goshawk, Grey Frog Hawk, Eurasian Sparrowhawk, Eastern Marsh Harrier, Common Kestrel, and Peregrine Falcon))                                       |                                                                 |                       | 1982년 11월 20일 지정                                                                                     |      |
| 323-1호 |      | 참매 (Northern Goshawk (Accipiter gentilis)) | 기타 전국 일원                                                  |                       | 1982년 11월 20일 지정                                                                                     |      |
| 323-2호 |      | 붉은배새매 (Grey Frog Hawk (Accipiter soloensis)) | 기타 전국 일원                                                  |                       | 1982년 11월 20일 지정                                                                                     |      |
| 323-3호 |      | 개구리매 (Eastern Marsh Harrier (Circus spilonotus)) | 기타 전국 일원                                                  |                       | 1982년 11월 20일 지정                                                                                     |      |
| 323-4호 |      | 새매 (Eurasian Sparrowhawk (Accipiter nisus)) | 기타 전국 일원                                                  |                       | 1982년 11월 20일 지정                                                                                     |      |
| 323-5호 |      | 알락개구리매 (Pied Harrier (Circus melanoleucos)) | 기타 전국 일원                                                  |                       | 1982년 11월 20일 지정                                                                                     |      |
| 323-6호 |      | 잿빛개구리매 (Northern Harrier (Circus cyaneus)) | 기타 전국 일원                                                  |                       | 1982년 11월 20일 지정                                                                                     |      |
| 323-7호 |      | 매 (Peregrine Falcon (Falco peregrinus)) | 기타 전국 일원                                                  |                       | 1982년 11월 20일 지정                                                                                     |      |
| 323-8호 |      | 황조롱이 (Common Kestrel (Falco tinnunculus)) | 기타 전국 일원                                                  |                       | 1982년 11월 20일 지정                                                                                     |      |
| 324호   |      | 올빼미류, 부엉이류(올빼미, 수리, 솔, 칡, 쇠부엉이, 소쩍새, 큰소쩍새) (Owls (Tawny Owl, Eurasian Eagle-Owl, Brown Hawk-Owl, Long-eared Owl, Short-eared Owl, Oriental Scops Owl, and Collared Scops Owl))                                  |                                                                 |                       | 1982년 11월 20일 지정                                                                                     |      |
| 324-1호 |      | 올빼미 (Tawny Owl (Strix aluco)) | 기타 전국 일원                                                  |                       | |      |
| 324-2호 |      | 수리부엉이 (Eurasian Eagle-Owl (Bubo bubo)) | 기타 전국 일원                                                  |                       | 1982년 11월 20일 지정                                                                                     |      |
| 324-3호 |      | 솔부엉이 (Brown Hawk-Owl (Ninox scutulata)) | 기타 전국 일원                                                  |                       | 1982년 11월 20일 지정                                                                                     |      |
| 324-4호 |      | 쇠부엉이 (Short-eared Owl (Asio flammeus)) | 기타 전국 일원                                                  |                       | |      |
| 324-5호 |      | 칡부엉이 (Long-eared Owl (Asio otus)) | 기타 전국 일원                                                  |                       | 1982년 11월 20일 지정                                                                                     |      |
| 324-6호 |      | 소쩍새 (Oriental Scops Owl (Otus sunia)) | 기타 전국 일원                                                  |                       | 1982년 11월 20일 지정                                                                                     |      |
| 324-7호 |      | 큰소쩍새 (Collared Scops Owl (Otus bakkamoena)) | 기타 전국 일원                                                  |                       | 1982년 11월 20일 지정                                                                                     |      |
| 325호   |      | 기러기류(개리,흑기러기) (Geese (Swan Goose and Brent Goose)) | 기타 전국 일원                                                  |                       | 1982년 11월 20일 지정                                                                                     |      |
| 325-1호 |      | 개리 (Swan Goose (Anser cygnoides)) | 기타 전국 일원                                                  |                       | 1982년 11월 20일 지정                                                                                     |      |
| 325-2호 |      | 흑기러기 ((黑기러기)) (Brent Goose (Branta bernicla)) | 기타 전국 일원                                                  |                       | 1982년 11월 20일 지정                                                                                     |      |
| 326호   |      | 검은머리물떼새 (Eurasian Oystercatcher (Haematopus ostralegus)) | 기타 전국 일원                                                  | 조류보호협회          | 1982년 11월 20일 지정                                                                                     |      |
| 327호   |      | 원앙 (鴛鴦) (Mandarin Duck (Aix galericulata)) | 기타 전국 일원                                                  | 조류보호협회          | 1982년 11월 20일 지정                                                                                     |      |
| 328호   |      | 하늘다람쥐 (Siberian Flying Squirrel (Pteromys volans)) | 기타 전국 일원                                                  |                       | 1982년 11월 20일 지정                                                                                     |      |
| 329호   |      | 반달가슴곰 (Asiatic Black Bear (Ursus thibetanus ussuricus)) | 기타 전국 일원                                                  |                       | 1982년 11월 20일 지정                                                                                     |      |
| 330호   |      | 수달 (Eurasian Otter (Lutra lutra)) | 기타 전국 일원                                                  | (사)한국수달보호협회  | 1982년 11월 20일 지정                                                                                     |      |
| 331호   |      | 점박이물범 (Spotted Seal (Phoca largha)) | 기타 전국 동해, 서해, 남해일원                                  |                       | 1982년 11월 20일 지정                                                                                     |      |
| 332호   |      | 신안 칠발도 바닷새류(바다제비, 슴새, 칼새) 번식지 (新安 七發島 바닷새類(바다제비, 슴새, 칼새) 繁殖地) (Breeding Ground of Sea Birds (Swinhoe's Storm-Petrel, Streaked Shearwater, and Fork-tailed Swift) on Chilbaldo Island, Sinan)      | 전라남도 신안군 비금면 고서리 칠발도일원                        | 전라남도 신안군       | 1982년 11월 29일 지정                                                                                     |      |
| 333호   |      | 제주 사수도 바닷새류(흑비둘기, 슴새) 번식지 (濟州 泗水島 바닷새類 (흑비둘기, 슴새) 繁殖地) (Breeding Ground of Sea Birds (Black Wood Pigeon and Streaked Shearwater) on Sasudo Island, Jeju)                                              | 제주특별자치도 제주시 추자면 사수도일원                         | 제주특별자치도        | 1982년 11월 29일 지정                                                                                     |      |
| 334호   |      | 태안 난도 괭이갈매기 번식지 (泰安 卵島 괭이갈매기 繁殖地) (Breeding Ground of Black-tailed Gulls on Nando Island, Taean) | 충청남도 태안군 근흥면 가의도리 산22 란도일원                   | 충청남도 태안군       | 1982년 11월 29일 지정                                                                                     |      |
| 335호   |      | 통영 홍도 괭이갈매기 번식지 (統營 鴻島 괭이갈매기 繁殖地) (Breeding Ground of Black-tailed Gulls on Hongdo Island, Tongyeong) | 경상남도 통영시 한산면 매죽리 홍도일원                          | 경상남도 통영시       | 1982년 11월 20일 지정                                                                                     |      |
| 336호   |      | 독도 천연보호구역 (獨島 天然保護區域) (Dokdo Island Natural Reserve) | 경상북도 울릉군 울릉읍 독도리 독도일원                          | 경상북도 울릉군       | 1982년 11월 29일 지정                                                                                     |      |
| 337호   |      | 제원 송계리 망개나무 (堤原 松界里 망개나무) (Korean Berchemia of Songgye-ri, Jewon) | 충청북도 제천시 한수면 송계리 46-1                              | 충청북도 제천시       | 1983년 8월 23일 지정                                                                                      |      |
| 338호   |      | 완도 예작도 감탕나무 (莞島 禮作島 감탕나무) (Machi Tree of Yejakdo Island, Wando) | 전라남도 완도군 보길면 예송리 98-1                              | 전라남도 완도군       | 1983년 8월 23일 지정, 2019년 7월 5일 해제, 태풍(볼라벤) 피해로 고사                                       |      |
| 339호   |      | 완도 미라리 상록수림 (莞島 美羅里 常綠樹林) (Evergreen Forest of Mira-ri, Wando) | 전라남도 완도군 소안면 미라리 472                               | 전라남도 완도군       | |      |
| 340호   |      | 완도 맹선리 상록수림 (莞島 孟仙里 常綠樹林) (Evergreen Forest of Maengseon-ri, Wando) | 전라남도 완도군 소안면 맹선리 370-1외 4필                       | 전라남도 완도군       | |      |
| 341호   |      | 신안 구굴도 바닷새류(뿔쇠오리, 바다제비, 슴새) 번식지 (新安 九屈島 바닷새類(뿔쇠오리, 바다제비, 슴새) 繁殖地) (Breeding Ground of Sea Birds (Crested Murrelet, Swinhoe's Storm-Petrel, and Streaked Shearwater) on Guguldo Island, Sinan) | 전라남도 신안군 흑산면 가거도리 산2외                           | 전라남도 신안군       | |      |
| 342호   |      | 제주 어음리 빌레못동굴 (濟州 於音里 빌레못洞窟) (Billemotdonggul Lava Tube in Eoeum-ri, Jeju) | 제주특별자치도 제주시 애월읍 어음리 1391                        | 제주특별자치도        | |      |
| 343호   |      | 통영 욕지도 모밀잣밤나무 숲 (統營 欲知島 모밀잣밤나무 숲) (Forest of Cyathea Cuspidata on Yokjido Island, Tongyeong) | 경상남도 통영시 욕지면 동항리 108-1외 1필                       | 경상남도 통영시       | |      |
| 344호   |      | 통영 우도 생달나무와 후박나무 (統營 牛島 생달나무와 후박나무) (Japanese Cinnamon and Machilus of Udo Island, Tongyeong) | 경상남도 통영시 욕지면 우도길 112 (연화리)                      | 경상남도 통영시       | |      |
| 345호   |      | 통영 추도 후박나무 (統營 楸島 후박나무) (Machilus of Chudo Island, Tongyeong) | 경상남도 통영시 산양읍 추도일주로 304-10 (추도리)               | 경상남도 통영시       | |      |
| 346호   |      | 함안 대송리 늪지식물 (咸安 大松里 늪지식물) (Marsh Plants of Daesong-ri, Haman) | 경상남도 함안군 법수면 대송리 883-1                             | 경상남도 함안군       | |      |
| 347호   |      | 제주의 제주마 (濟州의 濟州馬) (Jeju Horse of Jejudo Island) | 제주특별자치도 제주시 노형동, 봉개동, 용강동                    | 제주특별자치도        | |      |
| 348호   |      | 정선 반론산 철쭉나무 및 분취류 자생지 (旌善 半論山 철쭉나무 및 분취類 自生地) (Natural Habitat of Royal Azaleas and Saussurea in Ballonsan Mountain, Jeongseon)                                                                           | 강원특별자치도 정선군 여량면 고양리,여양리,봉정리               | 강원특별자치도 정선군 | |      |
| 349호   |      | 영월 청령포 관음송 (寧越 淸泠浦 觀音松) (Gwaneumsong Pine Tree in Cheongnyeongpo, Yeongwol) | 강원특별자치도 영월군 남면 광천리 산67-1                        | 강원특별자치도 영월군 | |      |
| 350호   |      | 명주 삼산리 소나무 | 강원도 강릉시 연곡면 삼산리 산116                               | 강릉시                | 1988년 4월 30일 지정, 2008년 12월 15일 해제, 2000년부터 수세가 약화되며 자연 고사                         |      |
| 351호   |      | 속초 설악동 소나무 (束草 雪嶽洞 소나무) (Pine Tree of Seorak-dong, Sokcho) | 강원특별자치도 속초시 설악동 20-5외 1필                         | 강원특별자치도 속초시 | |      |
| 352호   |      | 보은 서원리 소나무 (報恩 書院里 소나무) (Pine Tree of Seowon-ri, Boeun) | 충청북도 보은군 장안면 서원리 49-4외 1필                        | 충청북도 보은군       | |      |
| 353호   |      | 서천 신송리의 곰솔 | 충청남도 서천군 서천읍 신송리 262-3                             | 서천군                | 1988년 4월 30일 지정, 2005년 8월 19일 해제                                                                |      |
| 354호   |      | 고창 선운사 도솔암 장사송 (高敞 禪雲寺 兜率庵 長沙松) (Jangsasong Pine Tree at Dosoram Hermitage of Seonunsa Temple, Gochang) | 전라북도 고창군 아산면 도솔길 294 (삼인리)                      | 전라북도 고창군       | |      |
| 355호   |      | 전주 삼천동 곰솔 (全州 三川洞 곰솔) (Black Pine of Samcheon-dong, Jeonju) | 전라북도 전주시 완산구 삼천동 14-1외 2필                        | 전라북도 전주시       | |      |
| 356호   |      | 장흥 옥당리 효자송 (Hyojasong Pine Tree in Okdang-ri, Jangheung) | 전라남도 장흥군 관산읍 옥당리 166-1                             | 전라남도 장흥군       | |      |
| 357호   |      | 구미 독동리 반송 (長興 玉堂里 孝子松) (龜尾 禿同里 반송) (Multi-stem Pine of Dokdong-ri, Gumi) | 경상북도 구미시 선산읍 독동리 539외 2필                         | 경상북도 구미시       | |      |
| 358호   |      | 함양 목현리 구송 (咸陽 木峴里 九松) (Gusong Pine Tree in Mokhyeon-ri, Hamyang) | 경상남도 함양군 휴천면 목현리 854                               | 경상남도 함양군       | |      |
| 359호   |      | 의령 성황리 소나무 (宜寧 城隍里 소나무) (Pine Tree of Seonghwang-ri, Uiryeong) | 경상남도 의령군 정곡면 성황리 산 34-1                           | 경상남도 의령군       | |      |
| 360호   |      | 옹진 신도 노랑부리백로와 괭이갈매기 번식지 (甕津 新島 노랑부리백로와 괭이갈매기 繁殖地) (Breeding Ground of Chinese Egrets and Black-tailed Gulls on Sindo Island, Ongjin)                                                                | 인천광역시 옹진군 북도면 장봉리 신도 전역                       | 인천광역시 옹진군     | |      |
| 361호   |      | 노랑부리백로 (노랑부리白鷺) (Chinese Egret (Egretta eulophotes)) | 기타 전국 일원                                                  | 조류보호협회          | |      |
| 362호   |      | 고흥 외나로도 상록수림 (高興 外羅老 島 常綠樹林) (Evergreen Forest of Oenarodo Island, Goheung) | 전라남도 고흥군 봉래면 신금리 산1                               | 전라남도 고흥군       | |      |
| 363호   |      | 삼척 궁촌리 음나무 (三陟 宮村里 음나무) (Carstor Aralia of Gungchon-ri, Samcheok) | 강원특별자치도 삼척시 근덕면 궁촌리 452                         | 강원특별자치도 삼척시 | |      |
| 364호   |      | 영동 매천리 미선나무 자생지 (永同 梅川里 미선나무 自生地) (Natural Habitat of White Forsythias in Maecheon-ri, Yeongdong) | 충청북도 영동군 영동읍 매천리 산4-4                             | 충청북도 영동군       | |      |
| 365호   |      | 금산 보석사 은행나무 (錦山 寶石寺 은행나무) (Ginkgo Tree of Boseoksa Temple, Geumsan) | 충청남도 금산군 남이면 석동리 709번지                           | 충청남도 금산군       | 1990년 8월 2일 지정                                                                                       |      |
| 366호   |      | 담양 관방제림 (潭陽 官防堤林) (Gwanbangjerim Forest, Damyang) | 전라남도 담양군 담양읍 객사리, 남산리 일원                      | 전라남도 담양군       | |      |
| 367호   |      | 고창 삼인리 송악 (高敞 三仁里 송악) (Songak of Samin-ri, Gochang) | 전라북도 고창군 아산면 삼인리 산17-1                            | 전라북도 고창군       | |      |
| 368호   |      | 경산의 삽살개 (慶山의삽살개) (Sapsaree Dog of Gyeongsan) | 경상북도 경산시 하양읍 대조리 810                               | 경산시                | |      |
| 369호   |      | 흑산도 진리의 초령목 | 전라남도 신안군 흑산면 진리 산77                                | 신안군                | 1992년 10월 26일 지정, 2001년 11월 30일 해제, 전남 기념물 제222호로 재지정                                |      |
| 370호   |      | 부안 미선나무 자생지 (扶安 미선나무 自生地) (Natural Habitat of White Forsythias, Buan) | 전라북도 부안군 변산면 중계리 산19-4, 상서면 청림리 산228,229   | 전라북도 부안군       | |      |
| 371호   |      | 포항 발산리 모감주나무와 병아리꽃나무군락 (浦項 發山里 모감주나무와 병아리꽃나무群落) (Population of Golden Rain Trees and Black Jetbeads in Balsan-ri, Pohang)                                                                           | 경상북도 포항시 동해면 발산리 산13                              | 경상북도 포항시       | |      |
| 372호   |      | 양구 개느삼 자생지 (楊口 개느삼 自生地) (Natural Habitat of Gaeneusam, Yanggu) | 강원특별자치도 양구군 양구읍 한전리 산54, 동면 임당리 산148,149 | 강원특별자치도 양구군 | |      |
| 373호   |      | 의성 제오리 공룡발자국화석 산지 (義城 提梧里 恐龍발자국化石 産地) (Dinosaur Tracksite in Jeo-ri, Uiseong) | 경상북도 의성군 금성면 제오리 111외                             | 경상북도 의성군       | |      |
| 374호   |      | 제주 평대리 비자나무 숲 (濟州 坪岱里 비자나무 숲) (Forest of Japanese Torreyas in Pyeongdae-ri, Jeju) | 제주특별자치도 제주시 구좌읍 평대리 산15                        | 제주특별자치도        | |      |
| 375호   |      | 제주 납읍리 난대림 (濟州 納邑里 暖帶林) (Subtropical Forest of Nabeup-ri, Jeju) | 제주특별자치도 제주시 애월읍 납읍리 산16                        | 제주특별자치도        | |      |
| 376호   |      | 제주 산방산 암벽식물지대 (濟州 山房山 岩壁植物地帶) (Rock Wall Plant Zone in Sanbangsan Mountain, Jeju) | 제주특별자치도 서귀포시 안덕면 사계리 산16                      | 제주특별자치도        | |      |
| 377호   |      | 제주 안덕계곡 상록수림 (濟州 安德溪谷 常綠樹林) (Evergreen Forest of Andeokgyegok Valley, Jeju) | 제주특별자치도 서귀포시 안덕면 감산리 산1946                    | 제주특별자치도        | |      |
| 378호   |      | 제주 천제연 난대림 (濟州 天帝淵 暖帶林) (Subtropical Forest Around Cheonjeyeon Falls, Jeju) | 제주특별자치도 서귀포시 중문동 2785-1                           | 제주특별자치도        | |      |
| 379호   |      | 제주 천지연 난대림 (濟州 天池淵 暖帶林) (Subtropical Forest Around Cheonjiyeon Falls, Jeju) | 제주특별자치도 서귀포시 서귀동 973                              | 제주특별자치도        | |      |
| 380호   |      | 진안 마이산 줄사철나무군락 (鎭安 馬耳山 줄사철나무群落) (Population of Fortunes Creeping Spindles in Maisan Mountain, Jinan) | 전라북도 진안군 마령면 마이산남로 367 (동촌리)                  | 전라북도 진안군       | |      |
| 381호   |      | 이천 도립리 반룡송 (利川 道立里 蟠龍松) (Ballyongsong Pine Tree in Dorip-ri, Icheon) | 경기도 이천시 백사면 도립리 201-11                              | 경기도 이천시         | |      |
| 382호   |      | 괴산 오가리 느티나무 (槐山 五佳里 느티나무) (Saw-leaf Zelkova of Oga-ri, Goesan) | 충청북도 괴산군 장연면 오가리 321외1필                          | 충청북도 괴산군       | |      |
| 383호   |      | 괴산 적석리 소나무 (槐山 積石里 소나무) (Pine Tree of Jeokseok-ri, Goesan) | 충청북도 괴산군 연풍면 적석리 산34-2                            | 충청북도 괴산군       | |      |
| 384호   |      | 제주 당처물동굴 (濟州 당처물洞窟) (Dangcheomuldonggul Lava Tube, Jeju) | 제주특별자치도 제주시 구좌읍 월정리 1457외                      | 제주특별자치도        | |      |
| 385호   |      | 강진 성동리 은행나무 (康津 城東里 은행나무) (Ginkgo Tree of Seongdong-ri, Gangjin) | 전라남도 강진군 병영면 성동리 70                                | 전라남도 강진군       | |      |
| 386호   |      | 진안 은수사 청실배나무 (鎭安 銀水寺 청실배나무) (Chinese Pear of Eunsusa Temple, Jinan) | 전라북도 진안군 마령면 동촌리 3                                 | 전라북도 진안군       | |      |
| 387호   |      | 임실 덕천리 가침박달군락 (任實 德川里 가침박달群落) (Population of Serrateleaf Pearlbushes in Deokcheon-ri, Imsil) | 전라북도 임실군 관촌면 덕천리 산37                              | 전라북도 임실군       | |      |
| 388호   |      | 임실 덕천리 산개나리군락 (任實 德川里 산개나리群落) (Population of Sangaenari in Deokcheon-ri, Imsil) | 전라북도 임실군 관촌면 덕천리 산36                              | 전라북도 임실군       | |      |
| 389호   |      | 영광 칠산도 괭이갈매기·노랑부리백로·저어새 번식지 (靈光 七山島 괭이갈매기·노랑부리백로·저어새 繁殖地) (Breeding Ground of Black-tailed Gulls, Chinese Egrets, and Black-faced Spoonbills on Chilsando Island, Yeonggwang)                 | 전라남도 영광군 낙월면 송이리 산462외                           | 전라남도 영광군       | |      |
| 390호   |      | 진주 유수리 백악기화석 산지 (晋州 柳樹里 白堊紀化石 産地) (Cretaceous Fossil Site in Yusu-ri, Jinju) | 경상남도 진주시 내동면 유수리 495외                             | 경상남도 진주시       | |      |
| 391호   |      | 옹진 백령도 사곶 사빈(천연비행장) (甕津 白翎島 사곶 砂濱(天然飛行場)) (Sand Beach (Natural Air Field) at Sagot Cape on Baengnyeongdo Island, Ongjin)                                                                                      | 인천광역시 옹진군 백령면 진촌리 413-2외                         | 인천광역시 옹진군     | |      |
| 392호   |      | 옹진 백령도 남포리 콩돌해안 (甕津 白翎島 南浦里 콩돌海岸) (Kongdol Pebble Beach in Nampo-ri, Baengnyeongdo Island, Ongjin) | 인천광역시 옹진군 백령면 남포리 해안일원                        | 인천광역시 옹진군     | |      |
| 393호   |      | 옹진 백령도 진촌리 감람암포획 현무암분포지 (甕津 白翎島 鎭村里 橄欖岩捕獲 玄武岩分布地) (Peridotite Xenolith-Bearing Basalt in Jinchon-ri, Baengnyeongdo Island, Ongjin)                                                                  | 인천광역시 옹진군 백령면 진촌리 154-2                           | 인천광역시 옹진군     | |      |
| 394호   |      | 해남 우항리 공룡·익룡·새발자국화석 산지 (海南 右項里 恐龍·翼龍·새발자국化石 産地) (Tracksite of Dinosaurs, Pterosaurs, and Birds in Uhang-ri, Haenam)                                                                                     | 전라남도 해남군 황산면 우항리 산13-1 외                         | 전라남도 해남군       | |      |
| 395호   |      | 진주 가진리의 새발자국 및 공룡발자국 화석산지 (晉州 嘉津里 새발자국과 공룡발자국化石 産地) (Tracksite of Birds and Dinosaurs in Gajin-ri, Jinju)                                                                                          | 경상남도 진주시 진성면 가진리 9번지 외                          | 경상남도 진주시       | |      |
| 396호   |      | 장수 봉덕리 느티나무 (長水 鳳德里 느티나무) (Saw-leaf Zelkova of Bongdeok-ri, Jangsu) | 전라북도 장수군 천천면 봉덕리 336번지                           | 전라북도 장수군       | |      |
| 397호   |      | 장수 장수리 의암송 (長水 長水里 義巖松) (Uiamsong Pine Tree in Jangsu-ri, Jangsu) | 전라북도 장수군 장수읍 호비로 10 (장수리)                       | 전라북도 장수군       | |      |
| 398호   |      | 천안 광덕사 호두나무 (天安 廣德寺 호두나무) (Chinese Walnut of Gwangdeoksa Temple, Cheonan) | 충청남도 천안시 동남구 광덕면 광덕사길 30 (광덕리)              | 충청남도 천안시       | |      |
| 399호   |      | 영양 답곡리 만지송 (英陽 畓谷里 萬枝松) (Manjisong Pine Tree in Dapgok-ri, Yeongyang) | 경상북도 영양군 석보면 답곡리 159번지                           | 경상북도 영양군       | |      |
| 400호   |      | 예천 금남리 황목근(팽나무) (醴泉 琴南里 黃木根(팽나무)) (Hwangmokgeun (Japanese Hackberry) in Geumnam-ri, Yecheon) | 경상북도 예천군 용궁면 금남리 696번지                           | 경상북도 예천군       | |      |

## 같이 보기
- 대한민국의 문화재
- 대한민국의 국보
- 대한민국의 보물
- 대한민국의 사적
- 대한민국의 명승
- 대한민국의 국가무형문화재
- 대한민국의 중요민속문화재

## 참고자료
- 이 문서에는 다음커뮤니케이션(현 카카오)에서 GFDL 또는 CC-SA 라이선스로 배포한 글로벌 세계대백과사전의 내용을 기초로 작성된 글이 포함되어 있습니다.
- 문화재청 - 문화재 검색